# 新疆生产建设兵团第十四师二二五团
新疆生产建设兵团第十四师二二五团是中华人民共和国新疆生产建设兵团第十四师下辖的一个团，与新疆维吾尔自治区昆玉市玉泉镇实行“团镇合一”的管理体制。2016年5月，十四师二二五团挂牌成立。

## 行政区划
新疆生产建设兵团第十四师二二五团下辖以下单位：
团部。